# Holodiscus discolor
Holodiscus discolor, comúnmente conocido como rocío oceánico o leña de hierro, es un arbusto del oeste de Norteamérica.

## Distribución
La planta es común en el noroeste del Pacífico, y a lo largo de California en diversos hábitats, incluyendo el bosque perenne mixto de California, los bosques de robles de California, chaparral, bosque costero de secano, bosque de pino Douglas, bosque de pino amarillo, bosque de abetos rojos y bosque de pino (Pinus contorta). Es nativa de regiones de California, incluyendo la Sierra Nevada Alta, las cordilleras costeras del norte y sur de California, las montañas Klamath, las montañas Santa Cruz, las cordilleras Transversales del oeste y las montañas San Gabriel.
Se encuentra tanto en aberturas como en el arbusto común del sotobosque en una variedad de sobrepoblaciones forestales de 300-1.300 metros (980-4.270 pies) de altitud. Se encuentra en una variedad de hábitats, desde bosques costeros húmedos hasta montañas más secas y frescas del interior de California. La planta se encuentra en áreas propensas a los incendios forestales, y a menudo es el primer brote verde que surge en un área que se recupera de una quemadura. Se encuentra comúnmente en las comunidades chaparrales, un ecosistema de ecología de incendios que evolucionó con la quema periódica. También puede crecer en áreas despejadas por la tala de árboles.
En la comunidad de plantas arbóreas de roble negro de California, las especies asociadas al sotobosque comúnmente incluyen el roble venenoso del oeste (Toxicodendron diversilobum), el toyon (Heteromeles arbutifolia) y el helecho costero (Dryopteris arguta).

## Descripción

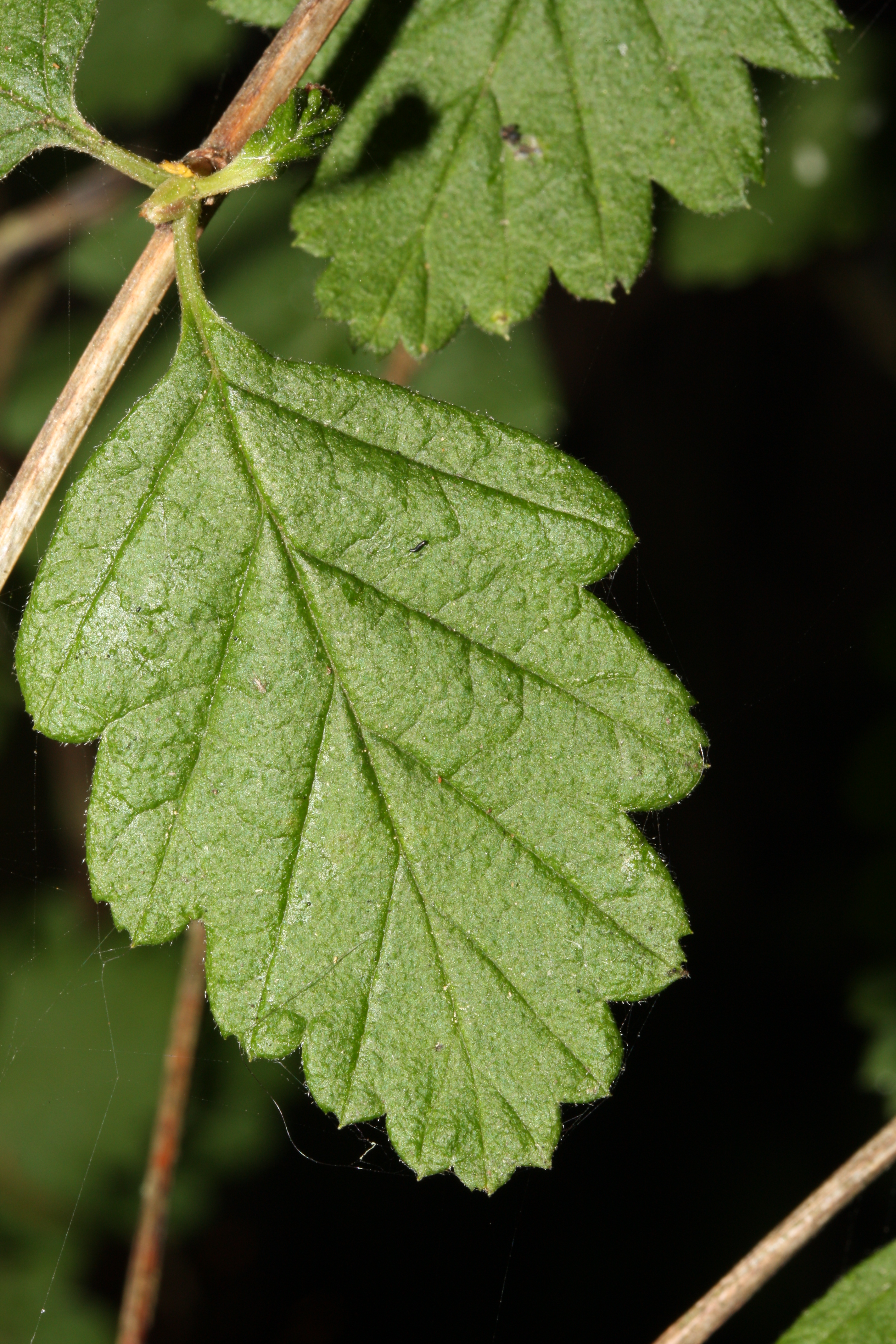
Las hojas tienen 5-9 cm largo y 4-7 cm ancho (Anacortes, Washington).

Holodiscus discolor es un arbusto caduco de crecimiento rápido, generalmente de 1,2-1,5 m de altura, y hasta 2,1 m de altura. Sus hojas alternas son pequeñas, de 5-9 cm de largo y 4-7 cm de ancho, lobuladas, de color verde jugoso cuando son nuevas.
Racimos en cascada de flores blancas colgando de las ramas dan a la planta sus nombres comunes. Las flores tienen un ligero aroma dulce y azucarado. El período de floración es de mayo a julio.
Lleva un pequeño fruto peludo que contiene una semilla lo suficientemente ligera como para ser dispersada por el viento.

## Usos
Históricamente, la planta ha sido utilizada por los pueblos indígenas para muchos propósitos.
Muchas tribus usaban la madera y la corteza para hacer herramientas y muebles. Destacada por la fuerza de su madera, se utilizaba a menudo para hacer palos de excavación, lanzas, flechas, arcos, arpones y clavos. La madera, como muchas otras plantas, a menudo se endurecía con fuego y luego se pulía con equiseto ("cola de caballo").

Los indios Comox se guían por el florecimiento del rocío de los océanos como indicador de la mejor época para cavar almejas.

### Medicinal
Los Lummi usaban las flores como antidiarreico y las hojas como cataplasma. Varias tribus nativas americanas, como el Stl' atl' imx, empapaban las bayas en agua hirviendo para usarlas como tratamiento para la diarrea, viruela, varicela y como tónico de sangre.

### Naturaleza
Es de especial valor como planta polinizadora para abejas y mariposas nativas. Es la planta huésped de Papilio eurymedon y de Celastrina ladon.